# 藏杏
藏杏（學名：Prunus armeniaca var. holosericea）为杏的一个变种，是中国的特有植物。分布于中国大陆的西藏、陕西、四川等地，生长于海拔700米至3,300米的地区，多生长在向阳山坡干旱河谷灌丛中。

## 异名
- Prunus armeniaca L. var. holosericea Batal.